# Haliotis elegans
Haliotis elegans (em inglês elegant abalone) é uma espécie de molusco gastrópode marinho pertencente à família Haliotidae. Foi classificada por Philippi, em 1844. É nativa do sudeste oceano Índico, em águas rasas do oeste da Austrália.

## Descrição da concha
Haliotis elegans apresenta concha estreita e moderadamente funda, com lábio externo pouco encurvado e com visíveis sulcos espirais em sua superfície, atravessados por estrias de crescimento mais ou menos visíveis. Chegam de 7 até 11.5 centímetros e são de coloração laranja a salmão ou avermelhada, com manchas mais claras ou mais escuras. Os furos abertos na concha, de 6 a 7, são estreitos e pouco elevados. Região interna madreperolada, iridescente e sem cicatriz muscular, apresentando o relevo estriado de sua face externa visível.

## Distribuição geográfica
Haliotis elegans ocorre em águas rasas, da zona nerítica até 20 metros de profundidade, entre as fendas e sob as rochas do sudeste oceano Índico, em águas rasas do oeste da Austrália.